# Roques Blanques (Terrassa)
Les Roques Blanques és una muntanya de 587 metres que es troba al municipi de Terrassa, a la comarca del Vallès Occidental.